# 栋塔伊昂莱尔
栋塔伊昂莱尔（法語：Domptail-en-l'Air，法語發音：[dɔ̃(p)taj ɑ̃ lɛʁ]）是法国默尔特-摩泽尔省的一个市镇，属于吕内维尔区。

## 地理
栋塔伊昂莱尔（48°30'52"N, 6°19'38"E）面积3.13 平方千米，位于法国大東部大區默尔特-摩泽尔省，该省份为法国东北部内陆省份，是洛林的一部分，北邻比利时、卢森堡，北起顺时针与摩泽尔省、下莱茵省、孚日省和默兹省接壤。
与栋塔伊昂莱尔接壤的市镇（或旧市镇、城区）包括：布雷蒙库尔、艾涅维尔、欧松维尔、洛雷、梅翁库尔、罗曼、圣马尔。

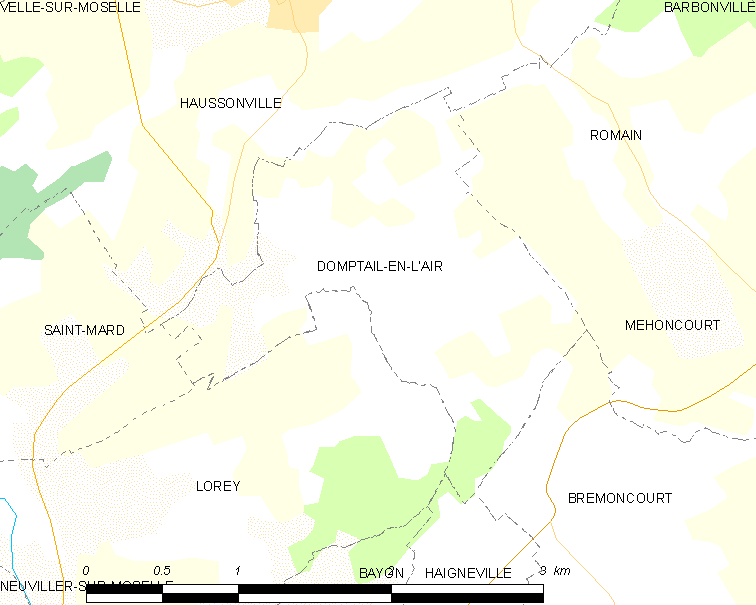
栋塔伊昂莱尔的OSM定位图

栋塔伊昂莱尔的时区为UTC+01:00、UTC+02:00（夏令时）。

## 行政
栋塔伊昂莱尔的邮政编码为54290，INSEE市镇编码为54170。

## 政治
栋塔伊昂莱尔所属的省级选区为吕内维尔第二县。

## 人口

1962-2008年间栋塔伊昂莱尔人口变化图示

栋塔伊昂莱尔于2022年1月1日时的人口数量为70人。